# Spaanse Polder
De Spaanse Polder is een bedrijventerrein en polder in Rotterdam (op de grens met Schiedam). Een klein gedeelte van de Spaanse Polder, tussen de Strickledeweg en de Schiedamse Schie, valt onder de gemeente Schiedam. Ondanks zijn naam heeft Spaanse Polder niets met Spanje te maken. De naam van het bedrijventerrein is een verbastering van de Rotterdamse wijk Spangen, die ten zuiden van het bedrijventerrein is gelegen. De Spanger Polder werd in de volksmond tot Spaanse Polder verbasterd.

## Bedrijventerrein
Sinds 1935 vindt op het huidige terrein bedrijvigheid plaats. Aanvankelijk waren de bedrijfsactiviteiten voornamelijk georiënteerd op de haven van Rotterdam. Dat is nog te zien aan de vijf insteekhavens. Het terrein is ontsloten door waterwegen; de Schiedamse Schie en de Delfshavense Schie. Verder is het terrein ontsloten door de snelwegen A13 en A20, waarvan de laatste dwars door het gebied gaat. Hemelsbreed ligt het terrein ongeveer anderhalve kilometer van station Rotterdam Centraal en een kilometer van de luchthaven Rotterdam-Den Haag.
Op het bedrijventerrein bevinden zich ruim 1.800 bedrijven, vooral op het gebied van groothandel, auto's, voedsel en techniek. Met een omvang van bijna 200 hectare geldt het als een van de grootste stedelijke bedrijventerrein van Nederland.

## Herkenbaarheid en profilering
Het bekendste gebouw in de Spaanse Polder is de Van Nellefabriek, een rijksmonument uit 1929. De Van Nellefabriek is thans een congrescentrum, een bedrijfsverzamelgebouw en een broedplaats voor de creatieve bedrijven, terwijl de rest van het terrein bezet is door voornamelijk bedrijven uit milieucategorie 3 en hoger. Volgens de gemeente Rotterdam wordt Spaanse Polder vooral gereserveerd voor echte fabrieken, niet voor bedrijven in de milieuhindercategorie 2 en lager. Die worden ontmoedigd zich hier te vestigen, omdat ze ook geschikt zijn voor woonwijken.
De Van Nellefabriek past dus eigenlijk niet in deze visie, maar de voormalige fabriek is een rijksmonument en een blikvanger vanaf de snelweg A20 en spoortraject Rotterdam-Den Haag. Om die reden is de Van Nellefabriek een prominent onderdeel van de Spaanse Polder.
Een ander monument in de Spaanse Polder is de Rolbrug bij Huis te Riviere over de Schiedamse Schie, een van de laatste exemplaren van dit type brug.
Spaanse Polder is in 2011 door Menzis gekozen tot het beste bedrijventerrein van Nederland in de categorie Economie.

## Externe links

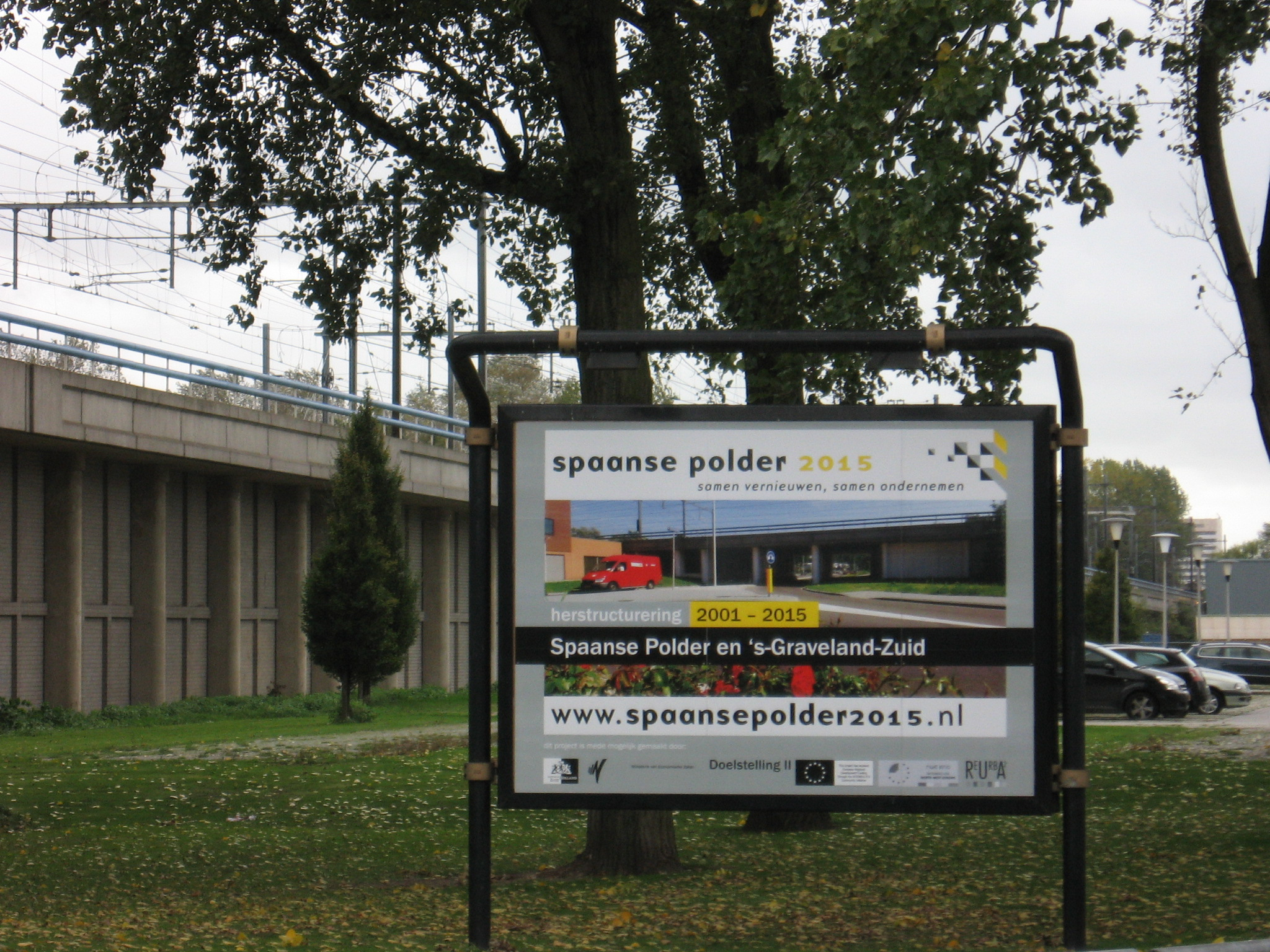
Billboard met de plannen